# Гірнича промисловість Гаяни
Гірнича промисловість Гаяни.

## Загальна характеристика
У внутрішніх районах Гаяни добувають золото, алмази, марганець та боксити, сировину для алюмінієвої промисловості (табл. 2).
Таблиця 2. — Видобування основних видів мінеральної сировини Гаяни.
| Мінеральна сировина | 1999    | 2000    | 2001    |
| Боксити, тис.т      | 2 639   | 2 687   | 2 011   |
| Золото (унцій)      | 457 268 | 435 248 | 456 090 |
| Алмази (карат)      | 45 440  | 85 127  | 179 463 |

Видобута сировина експортується. Всі родовища знаходяться у власності держави, яка надає концесії на їх розробку приватним компаніям.

## Окремі галузі
Боксити. Серед латиноамериканських експортерів бокситів Гаяна займає 4-е місце після Бразилії, Ямайки та Суринаму і входить в число 11 світових лідерів. Видобутком бокситів займається компанія «Боксит індастрі девелопмент компані лімітед» (БІДКО).
Більша частина бокситів добувається в шахтах і кар'єрах біля Ліндена, на південь від Джорджтауна, та Ітуні. Боксити збагачуються на ф-ці в районі м. Лінден. Процес включає дроблення, промивку, сушку, випалення, видалення оксидів заліза та кремнезему флотацією. Тут же в Ліндені є глиноземний завод, планується будівництво алюмінієвого заводу. У 1996 було видобуто 2,1 млн т бокситів. Їх експорт здійснюється г.ч. в США і Канаду.
Золото і алмази. Видобутком золота і алмазів займається компанія «Гаяна джеолоджі енд майнс коммішен» (ҐДМК). У 1994 видобуток золота становив бл. 12 т, але в 1995 знизився до 9,3 т в зв'язку з великою аварією на родовищі в Омаї. У результаті постраждали 23 тис. чоловік, шахти були закриті протягом 20 тижнів, нанесений серйозний економічний і екологічний збиток. Після ліквідації наслідків катастрофи видобуток золота поновили і в 1996 він досяг 12,4 т.
У кінці 1990-х років щорічний видобуток алмазів становив бл. 50 тис. карат (без неврахованого видобутку окремих старателів, які нелегально вивозять алмази і золото з країни).
З метою збільшення видобутку золота і алмазів уряд Гаяни надав в кінці 1998 концесію на два роки канадській компанії «Ванесса венчурс лімітед» (Vanessa), дозволивши їй вести геологічну і геофізичну розвідку нових родовищ в гірській області Мараді (Marudi) на площі 20 тис. км². Ця територія тягнеться через всю країну із заходу на схід від кордону з Бразилією до верхів'я р. Корантейн і включає савани Рупунуні і лісисті гори Кануку. За умовами, на яких надана концесія, передбачається організація національного парку в рамках програми створення системи заповідників, що фінансується Всесвітнім банком і іншими організаціями. Крім того на території Maple Creek (Potaro) планують відновити добування алмазів (30 000 карат/рік) і золота 15 000 унцій/рік.
Нафта. У 1982 в тому районі, на який претендує Венесуела, відкрите велике родовище нафти, але через низькі світові ціни на нафту Гаяна так і не приступила до його експлуатації і як і раніше залежить від імпорту нафти. Головна нафтовидобувна компанія в країні — «Гаяна нейчерал ресорсес ейдженсі» (ҐНРЕ).
Марганець. У 1960-х роках на родовищах Метьюс-Рідж та Папіані видобували марганцеві руди. В 1966 видобуток їх досяг 183 тис. т, але наприкінці 1960-х років припинився у зв'язку з нерентабельністю виробництва.

## Гірничо-геологічна служба, підготовка кадрів
Загальне керівництво галуззю здійснює Міністерство енергетики та природних ресурсів країни. Підготовка кадрів у галузі геології та гірн. справи з 1963 р. ведеться в університеті м. Джорджтаун.